# Pixel Watch 2
Pixel Watch 2 （ピクセル ウォッチ ツー）は、Googleが設計、開発、販売した、Wear OSを搭載する、Pixelブランドのスマートウォッチ。初代モデルPixel Watchの後継機種にあたる。
2023年10月4日に正式に発表され、10月12日にアメリカなど30カ国で発売された。

## 概要
9月のプレビューの後、毎年恒例のMade by Googleイベントで、Pixel 8とPixel 8 Proとともに正式に発表された。予約注文は、10月12日にの発売を前に、発表当日から可能になり、当面の間はGoogle Storeでの出荷遅延が大幅に起こった。
初代モデルの販売元である、au、SoftBankに加え、NTTドコモからも「Watch製品」のスマートウォッチとして販売され、電話番号をスマートフォンと共有できる「ワンナンバーサービス」に対応している。
なお、保証期間は、アメリカ、カナダ、日本、インド、シンガポール、台湾で1年、英国、EEA、フランス、スイス、オーストラリアで2年に設定されている。

## 特徴

### デザイン
リューズの大型化を除けば外観に変更は少なく、発売当初から6つの新しいウォッチフェイスが利用可能になった。カラー展開は以下の４種類である。
|                  |                 |             |                |                 |
| ケース           | Polished Silver | Matte Black | Champagne Gold | Polished Silver |
| アクティブバンド | Bay             | Obsidian    | Hazel          | Porcelain       |

### ハードウェア
本体素材が80%リサイクルのステンレスから、100%リサイクルのアルミニウム素材に変更された。Googleによれば、この変更により、ユーザーにとって軽量化がなされ、より快適な使用感になったとしている。内蔵しているSoCは、Qualcomm Snapdragon SW5100で、初代モデルで採用されていたSamsung Exynosチップとは全く異なるものになっている。また、本体内側にあるセンサー類も刷新され、マルチパス心拍センサは、より正確な測定値を誇っているほか、睡眠を追跡することができる皮膚温度センサー（生理は追跡しない）、着用者の気分を評価するために汗ビーズを検出できる、電気皮膚活動センサーなどが搭載されている。
また、Pixel Watch 2は、初代モデルの独自のワイヤレス充電器と互換性がなく、代わりに専用端子と専用充電器の組み合わせる、接触型充電に変更になった。これにより、より高速な充電が可能になった。

### ソフトウェア
Wear OS 4.0を搭載する。前のモデル同様、Googleに買収されたFitbitの機能を統合している。また「緊急情報」アプリ内の「安全確認」「緊急事態の共有」「セーフティ シグナル」などを利用できる。
Androidスマートフォンと接続するための要件は、初代モデルではAndroid 8.0以上が必須だったが、Pixel Watch 2ではAndroid 9以降のOSが搭載されているスマートフォンへと、要件が引き上げられた。Google Playにて公開されている「Google Pixel Watch」アプリをインストールすることで、連携機能を使用できる点や、「Fitbit」アプリとの連携も可能な点は初代と同様である。

## 歴史
2023年5月に9to5Googleは、 Pixel Watchの後継機種の10月リリースを、Googleが目指していることを報じた。Wi-Fiモデルとセルラーモデルでは、それぞれコードネームが「Eos」と「Aurora」になっていることも加えて判明した。このうち、Eosモデルは開発者向けのGoogle Playコンソールのデバイスカタログに掲載されていたが、その後、3つのモデルが、8月に連邦通信委員会(FCC)によって承認された。発表はその2ヶ月後のこととなる。

## 評価
The Vergeのレビューで、ヴィクトリア・ソングは、Pixel Watch 2でなされたあらゆる面での改善、特にバッテリー寿命を賞賛した。Yahoo! Financeのレビュアーのダニエル・ハウリーと、Digital Spyのレビュアー、ジェイソン・マードックも同様の見解を示した。Wiredのジュリアン・チョッカトゥは「初代モデルの時に、最初から揃っていればと思う、すべてのものが備わったスマートウォッチを手に入れた」と述べた一方、 ZDNETのマシュー・ミラーは、Fitbitのヘルスケア機能と安全機能を重視しつつも、サイズの小ささについては曖昧な見解を述べた。PCMagのウィル・グリーンウォルドは、時計のデザイン、パフォーマンス、ヘルスケア機能を賞賛し、IGN のマーク・ナップは「エレガントで高性能」ではあるが「まだ完全ではない」と評した。CNN Underscoredのマックス・ブオンドンノと、TheStreetのジェイソン・チプリアーニも同様に、ヘルスケア機能と、パフォーマンス、バッテリー寿命の向上を歓迎した。マッシャブルのエリザベス・デ・ルナは、Pixel Watch 2を「Apple Watchに追いつく」と評し、GQのロバート・リーダムは、スマートウォッチに無関心な人にとって理想的なスマートウォッチだと感想を述べた。
ガーディアン紙に寄稿したサミュエル・ギブスは、もっと高度なヘルスケア機能がないこと、そして、修理が難しいことに否定的意見を述べた。Engadgetのチャーリン・ローは、他社のスマートウォッチとのギャップを埋めるためのGoogleの努力を称賛したが、それでもいまだに全体的には平凡であると判断した。Inverseのレイモンド・ウォンもこれに同意して「より良いスマートウォッチだが、最高ではない」と評価した。